# Manchester City Football Club 2014-2015
Questa voce raccoglie le informazioni riguardanti il Manchester City Football Club nelle competizioni ufficiali della stagione 2014-2015.

## Stagione
Il club campione d'Inghilterra in carica riconferma il tecnico cileno Manuel Pellegrini dopo l'ottima annata precedente. Il City si rinforza durante la sessione estiva di mercato acquistando il centrocampista brasiliano Fernando e il difensore francese Mangala, entrambi provenienti dai lusitani del Porto, rispettivamente per 15 e 40 milioni di euro. Oltre ai due giocatori citati, i Citizens si assicurano anche le prestazioni del terzino francese Sagna (svincolatosi dall'Arsenal) e del portiere argentino Caballero (prelevato dal Málaga per 8 milioni). Fa inoltre scalpore l'arrivo in prestito secco del centrocampista inglese Lampard, per anni bandiera del Chelsea, dagli statunitensi del New York City. Sul fronte uscite, invece, il City opta per le cessioni a titolo definitivo dei centrocampisti Rodwell e Javi García, rispettivamente ai connazionali del Sunderland e ai russi dello Zenit S. Pietroburgo, e dell'attaccante Negredo agli spagnoli del Valencia. Lasciano infine gli Sky Blues anche il difensore Lescott e il centrocampista Barry, entrambi svincolatisi dai propri contratti, che si accasano rispettivamente al West Bromwich e all'Everton. Durante la sessione di mercato invernale i Citizens acquistano l'attaccante ivoriano Bony dallo Swansea City per un esborso totale di 36 milioni, per poi cedere in prestito semestrale il serbo Nastasić allo Schalke 04 e l'inglese Sinclair all'Aston Villa.

## Maglie e sponsor
Confermata Nike come sponsor tecnico. Lo sponsor ufficiale rimane Etihad Airways.
| Casa | Trasferta | Terza Divisa | 1ª Portiere | 2ª Portiere |

## Rosa
Rosa aggiornata al 2 febbraio 2015.
| N. |                                 | Ruolo | Calciatore                 |
| -- | ------------------------------- | ----- | -------------------------- |
| 1  | Inghilterra (bandiera)          | P     | Joe Hart                   |
| 3  | Francia (bandiera)              | D     | Bacary Sagna               |
| 4  | Belgio (bandiera)               | D     | Vincent Kompany (capitano) |
| 5  | Argentina (bandiera)            | D     | Pablo Zabaleta             |
| 6  | Brasile (bandiera)              | C     | Fernando                   |
| 7  | Inghilterra (bandiera)          | C     | James Milner               |
| 8  | Francia (bandiera)              | C     | Samir Nasri                |
| 10 | Bosnia ed Erzegovina (bandiera) | A     | Edin Džeko                 |
| 11 | Serbia (bandiera)               | D     | Aleksandar Kolarov         |
| 13 | Argentina (bandiera)            | P     | Willy Caballero            |
| 14 | Costa d'Avorio (bandiera)       | A     | Wilfried Bony              |
| 15 | Spagna (bandiera)               | C     | Jesús Navas                |

| N. |                           | Ruolo | Calciatore           |
| -- | ------------------------- | ----- | -------------------- |
| 16 | Argentina (bandiera)      | A     | Sergio Agüero        |
| 18 | Inghilterra (bandiera)    | C     | Frank Lampard        |
| 20 | Francia (bandiera)        | D     | Eliaquim Mangala     |
| 21 | Spagna (bandiera)         | C     | David Silva          |
| 22 | Francia (bandiera)        | D     | Gaël Clichy          |
| 25 | Brasile (bandiera)        | C     | Fernandinho          |
| 26 | Argentina (bandiera)      | D     | Martín Demichelis    |
| 29 | Inghilterra (bandiera)    | P     | Richard Wright       |
| 35 | Montenegro (bandiera)     | A     | Stevan Jovetić       |
| 38 | Belgio (bandiera)         | D     | Dedryck Boyata       |
| 42 | Costa d'Avorio (bandiera) | C     | Yaya Touré           |
| 78 | Spagna (bandiera)         | A     | José Ángel Pozo      |
| 79 | Francia (bandiera)        | C     | Jules Olivier Ntcham |

### Giocatori ceduti a stagione in corso
| N. |                        | Ruolo | Calciatore     |
| -- | ---------------------- | ----- | -------------- |
| 2  | Inghilterra (bandiera) | D     | Micah Richards |
| 9  | Spagna (bandiera)      | A     | Álvaro Negredo |
| 12 | Inghilterra (bandiera) | C     | Scott Sinclair |
| 14 | Spagna (bandiera)      | C     | Javi García    |

| N. |                        | Ruolo | Calciatore      |
| -- | ---------------------- | ----- | --------------- |
| 19 | Paesi Bassi (bandiera) | D     | Karim Rekik     |
| 33 | Serbia (bandiera)      | D     | Matija Nastasić |
| 36 | Argentina (bandiera)   | C     | Bruno Zuculini  |
| 60 | Svezia (bandiera)      | A     | John Guidetti   |

## Calciomercato

### Sessione estiva(dall'1/7 all'1/9)
| Acquisti         | Acquisti         | Acquisti        | Acquisti               |
| R.               | Nome             | da              | Modalità               |
| ---------------- | ---------------- | --------------- | ---------------------- |
| C                | Fernando         | Porto           | definitivo (15 mln €)  |
| P                | Willy Caballero  | Malaga          | definitivo (8 mln €)   |
| C                | Bruno Zuculini   | Racing Club     | definitivo (2,5 mln €) |
| D                | Bacary Sagna     | svincolato      |                        |
| C                | Frank Lampard    | New York City   | prestito               |
| D                | Eliaquim Mangala | Porto           | definitivo (40 mln €)  |
| Altre operazioni |                  |                 |                        |
| R.               | Nome             | da              | Modalità               |
| C                | Gareth Barry     | Everton         | fine prestito          |
| A                | Scott Sinclair   | West Bromwich   | fine prestito          |
| D                | Karim Rekik      | PSV             | fine prestito          |
| C                | George Evans     | Crewe Alexandra | fine prestito          |
| A                | Albert Rusnák    | Birmingham City | fine prestito          |
| C                | Emyr Huws        | Birmingham City | fine prestito          |
| A                | John Guidetti    | Stoke City      | fine prestito          |

| Cessioni         | Cessioni          | Cessioni              | Cessioni                         |
| R.               | Nome              | a                     | Modalità                         |
| ---------------- | ----------------- | --------------------- | -------------------------------- |
| D                | Joleon Lescott    |                       | svincolato                       |
| C                | Gareth Barry      |                       | svincolato                       |
| P                | Costel Pantilimon |                       | svincolato                       |
| C                | Jack Rodwell      | Sunderland            | definitivo (12,6 mln €)          |
| C                | Javi García       | Zenit San Pietroburgo | definitivo (16,8 mln €)          |
| D                | Karim Rekik       | PSV                   | prestito                         |
| C                | Bruno Zuculini    | Valencia              | prestito (fino al 30/1)          |
| D                | Micah Richards    | Fiorentina            | prestito                         |
| A                | Álvaro Negredo    |                       | prestito con obbligo di riscatto |
| A                | John Guidetti     | Celtic                | prestito                         |
| Altre operazioni |                   |                       |                                  |
| R.               | Nome              | a                     | Modalità                         |
| A                | Albert Rusnák     | Cambuur               | prestito (fino all'1/1)          |
| P                | Billy O'Brien     | Hyde                  | prestito                         |
| C                | Alex Henshall     |                       | svincolato                       |
| A                | Alex Nimely       |                       | svincolato                       |
| C                | Emyr Huws         | Wigan                 | prestito                         |
| D                | Ellis Plummer     | St. Mirren            | prestito (fino al 5/1)           |
| C                | Marcos Lopes      | Lilla                 | prestito                         |
| C                | Emyr Huws         | Wigan                 | definitivo (3,15 mln €)          |
| D                | Jason Denayer     | Celtic                | prestito                         |
| D                | Greg Leigh        | Crewe Alexandra       | prestito                         |
| A                | Devante Cole      | MK Dons               | prestito (fino al 5/1)           |
| C                | Adam Drury        | St. Mirren            | prestito (fino al 5/1)           |

### Trasferimenti tra le due sessioni
| Acquisti | Acquisti     | Acquisti    | Acquisti      |
| R.       | Nome         | da          | Modalità      |
| -------- | ------------ | ----------- | ------------- |
| A        | Jordy Hiwula | Yeovil Town | fine prestito |

| Cessioni | Cessioni     | Cessioni    | Cessioni                 |
| R.       | Nome         | a           | Modalità                 |
| -------- | ------------ | ----------- | ------------------------ |
| A        | Jordy Hiwula | Yeovil Town | prestito (fino al 25/11) |
| C        | Seko Fofana  | Fulham      | prestito                 |

### Sessione invernale(dal 3/1 al 2/2)
| Acquisti         | Acquisti       | Acquisti     | Acquisti                 |
| R.               | Nome           | da           | Modalità                 |
| ---------------- | -------------- | ------------ | ------------------------ |
| A                | Wilfried Bony  | Swansea City | definitivo (36,15 mln €) |
| C                | Bruno Zuculini | Valencia     | fine prestito            |
| Altre operazioni |                |              |                          |
| R.               | Nome           | da           | Modalità                 |
| D                | Ellis Plummer  | St. Mirren   | fine prestito            |
| A                | Devante Cole   | MK Dons      | fine prestito            |
| C                | Adam Drury     | St. Mirren   | fine prestito            |
| A                | Albert Rusnák  | Cambuur      | fine prestito            |

| Cessioni         | Cessioni           | Cessioni       | Cessioni                       |
| R.               | Nome               | a              | Modalità                       |
| ---------------- | ------------------ | -------------- | ------------------------------ |
| D                | Matija Nastasić    | Schalke 04     | prestito                       |
| C                | Scott Sinclair     | Aston Villa    | prestito                       |
| C                | Bruno Zuculini     | Córdoba        | prestito                       |
| Altre operazioni |                    |                |                                |
| R.               | Nome               | a              | Modalità                       |
| C                | Sinan Bytyqi       | Cambuur        | prestito                       |
| A                | Devante Cole       | MK Dons        | prestito                       |
| C                | George Evans       | Scunthorpe Utd | prestito                       |
| C                | Chidiebere Nwakali | Malaga         | prestito (fino al giugno 2017) |
| A                | Albert Rusnák      | Groningen      | definitivo (0,55 mln €)        |
| A                | Jordy Hiwula       | Walsall        | prestito                       |

## Risultati

### Barclays Premier League
| Arbitro: | Martin Atkinson |

|  |           |                        |
|  | Marcatori | 38’ Silva 90+2’ Agüero |

| Arbitro: | Michael Oliver |

|                             |           |                     |
| Jovetić 41’, 55’ Agüero 69’ | Marcatori | 83’ (aut.) Zabaleta |

| Arbitro: | Lee Mason |

|  |           |           |
|  | Marcatori | 58’ Diouf |

| Arbitro: | Mark Clattenburg |

|                          |           |                           |
| Wilshere 63’ Sánchez 74’ | Marcatori | 28’ Agüero 83’ Demichelis |

| Arbitro: | Mike Dean |

|             |           |              |
| Lampard 85’ | Marcatori | 71’ Schürrle |

| Arbitro: | Anthony Taylor |

|                                         |           |                                      |
| Mangala 21’ (aut.) Hernández 32’ (rig.) | Marcatori | 7’ Agüero 11’, 68’ Džeko 87’ Lampard |

| Arbitro: | Chris Foy |

|  |           |                         |
|  | Marcatori | 82’ Y. Touré 88’ Agüero |

| Arbitro: | Jonathan Moss |

|                                         |           |             |
| Agüero 13’, 20’ (rig.), 68’ (rig.), 75’ | Marcatori | 15’ Eriksen |

| Arbitro: | Martin Atkinson |

|                          |           |           |
| Amalfitano 21’ Sakho 75’ | Marcatori | 77’ Silva |

| Arbitro: | Michael Oliver |

|            |           |  |
| Agüero 63’ | Marcatori |  |

| Arbitro: | Mike Dean |

|                                  |           |                 |
| Austin 21’ Demichelis 76’ (aut.) | Marcatori | 32’, 83’ Agüero |

| Arbitro: | Neil Swarbrick |

|                          |           |         |
| Jovetić 19’ Y. Touré 62’ | Marcatori | 9’ Bony |

| Arbitro: | Mike Jones |

|  |           |                                     |
|  | Marcatori | 51’ Y. Touré 80’ Lampard 88’ Clichy |

| Arbitro: | Craig Pawson |

|             |           |                                          |
| Wickham 19’ | Marcatori | 21’, 71’ Agüero 39’ Jovetić 55’ Zabaleta |

| Arbitro: | Andre Marriner |

|                     |           |  |
| Y. Touré 24’ (rig.) | Marcatori |  |

| Arbitro: | Jonathan Moss |

|  |           |             |
|  | Marcatori | 40’ Lampard |

| Arbitro: | Phil Dowd |

|                             |           |  |
| Silva 49’, 61’ Y. Touré 81’ | Marcatori |  |

| Arbitro: | Mark Clattenburg |

|           |           |                                           |
| Ideye 87’ | Marcatori | 8’ Fernando 13’ (rig.) Y. Touré 34’ Silva |

| Arbitro: | Kevin Friend |

|                           |           |                     |
| Silva 23’ Fernandinho 33’ | Marcatori | 47’ Boyd 81’ Barnes |

| Arbitro: | Roger East |

|                                      |           |                                |
| Y. Touré 57’ Jovetić 66’ Lampard 73’ | Marcatori | 68’ Rodwell 71’ (rig.) Johnson |

| Arbitro: | Martin Atkinson |

|              |           |                 |
| Naismith 78’ | Marcatori | 74’ Fernandinho |

| Arbitro: | Mike Dean |

|  |           |                               |
|  | Marcatori | 24’ (rig.) Cazorla 67’ Giroud |

| Arbitro: | Mark Clattenburg |

|          |           |           |
| Rémy 41’ | Marcatori | 45’ Silva |

| Arbitro: | Jonathan Moss |

|              |           |            |
| Milner 90+2’ | Marcatori | 35’ Meyler |

| Arbitro: | Lee Mason |

|            |           |                                             |
| Crouch 38’ | Marcatori | 33’, 70’ (rig.) Agüero 55’ Milner 76’ Nasri |

| Arbitro: | Chris Foy |

|                                                     |           |  |
| Agüero 2’ (rig.) Nasri 12’ Džeko 21’ Silva 51’, 53’ | Marcatori |  |

| Arbitro: | Mark Clattenburg |

|                            |           |           |
| Henderson 11’ Coutinho 75’ | Marcatori | 25’ Džeko |

| Arbitro: | Robert Madley |

|                        |           |  |
| Silva 45+2’ Milner 88’ | Marcatori |  |

| Arbitro: | Andre Marriner |

|          |           |  |
| Boyd 61’ | Marcatori |  |

| Arbitro: | Neil Swarbrick |

|                                 |           |  |
| Bony 27’ Fernando 40’ Silva 77’ | Marcatori |  |

| Arbitro: | Michael Oliver |

|                         |           |              |
| Murray 34’ Puncheon 48’ | Marcatori | 78’ Y. Touré |

| Arbitro: | Mark Clattenburg |

|                                              |           |                |
| Young 14’ Fellaini 27’ Mata 67’ Smalling 73’ | Marcatori | 8’, 89’ Agüero |

| Arbitro: | Anthony Taylor |

|                               |           |  |
| Collins 18’ (aut.) Agüero 36’ | Marcatori |  |

| Arbitro: | Mike Dean |

|                                       |           |                              |
| Agüero 3’ Kolarov 66’ Fernandinho 89’ | Marcatori | 68’ Cleverley 85’ C. Sánchez |

| Arbitro: | Andre Marriner |

|  |           |            |
|  | Marcatori | 29’ Agüero |

| Arbitro: | Mike Dean |

|                                                             |           |  |
| Agüero 4’, 50’, 65’ (rig.) Kolarov 32’ Milner 70’ Silva 87’ | Marcatori |  |

| Arbitro: | Mark Clattenburg |

|                          |           |                                         |
| Sigurðsson 45’ Gomis 64’ | Marcatori | 21’, 74’ Y. Touré 36’ Milner 90+2’ Bony |

| Arbitro: | Chris Foy |

|                        |           |  |
| Lampard 31’ Agüero 88’ | Marcatori |  |

### FA Cup

#### Terzo turno
| Arbitro: | Michael Oliver |

|                   |           |           |
| Milner 66’, 90+1’ | Marcatori | 15’ Nuhiu |

#### Quarto turno
| Arbitro: | Phil Dowd |

|  |           |                        |
|  | Marcatori | 53’ Bamford 90+3’ Kike |

### Football League Cup

#### Terzo turno
| Arbitro: | Paul Tierney |

|                                                                        |           |  |
| Lampard 47’, 90’ Džeko 53’, 77’ Navas 54’ Y. Touré 60’ (rig.) Pozo 88’ | Marcatori |  |

#### Ottavi di finale
| Arbitro: | Stuart Atwell |

|  |           |                       |
|  | Marcatori | 6’ Aarons 75’ Sissoko |

### UEFA Champions League

#### Fase a gironi
| Arbitro: | Alberto Undiano Mallenco |

|             |           |  |
| Boateng 90’ | Marcatori |  |

| Arbitro: | Björn Kuipers |

|                  |           |           |
| Agüero 4’ (rig.) | Marcatori | 23’ Totti |

| Arbitro: | István Vad |

|                               |           |                       |
| Doumbia 65’ Natkho 86’ (rig.) | Marcatori | 29’ Agüero 38’ Milner |

| Arbitro: | Tasos Sidiropoulos |

|             |           |                 |
| Y. Touré 8’ | Marcatori | 2’, 34’ Doumbia |

| Arbitro: | Pavel Královec |

|                               |           |                               |
| Agüero 22’ (rig.), 85’, 90+1’ | Marcatori | 40’ X. Alonso 45’ Lewandowski |

| Arbitro: | Milorad Mažić |

|  |           |                        |
|  | Marcatori | 60’ Nasri 86’ Zabaleta |

##### Gruppo E
|                 | BAY   | MNC   | CSKA  | ROM   |
| Bayern Monaco   |       | 1 - 0 | 3 - 0 | 2 - 0 |
| Manchester City | 3 - 2 |       | 1 - 2 | 1 - 1 |
| CSKA Mosca      | 0 - 1 | 2 - 2 |       | 1 - 1 |
| Roma            | 1 - 7 | 0 - 2 | 5 - 1 |       |

| Squadra         | P.ti | G | V | P | S | GF | GS | DG  |
| --------------- | ---- | - | - | - | - | -- | -- | --- |
| Bayern Monaco   | 15   | 6 | 5 | 0 | 1 | 16 | 4  | +12 |
| Manchester City | 8    | 6 | 2 | 2 | 2 | 9  | 8  | +1  |
| Roma            | 5    | 6 | 1 | 2 | 3 | 8  | 14 | -6  |
| CSKA Mosca      | 5    | 6 | 1 | 2 | 3 | 6  | 13 | -7  |

- Bayern Monaco e   Manchester City qualificate agli ottavi di finale.
- Roma qualificata ai sedicesimi di finale di UEFA Europa League 2014-2015.

#### Ottavi di finale
| Arbitro: | Felix Brych |

|            |           |                 |
| Agüero 69’ | Marcatori | 16’, 30’ Suárez |

| Arbitro: | Gianluca Rocchi |

|             |           |  |
| Rakitić 31’ | Marcatori |  |

### FA Community Shield
| Arbitro: | Michael Oliver |

|                                   |           |  |
| Cazorla 21’ Ramsey 42’ Giroud 61’ | Marcatori |  |

| Arsenal | Manchester City |

| ARSENAL:      |    |                         |  |     |
|               |    |                         |  |     |
| P             | 1  | Wojciech Szczęsny       |  |     |
| TD            | 2  | Mathieu Debuchy         |  |     |
| CD            | 21 | Calum Chambers          |  |     |
| CS            | 6  | Laurent Koscielny       |  | 46’ |
| TS            | 3  | Kieran Gibbs            |  |     |
| CDC           | 8  | Mikel Arteta (C)        |  |     |
| CCD           | 16 | Aaron Ramsey            |  | 86’ |
| CCS           | 10 | Jack Wilshere           |  | 68’ |
| ED            | 17 | Alexis Sánchez          |  | 46’ |
| ES            | 19 | Santi Cazorla           |  | 70’ |
| A             | 22 | Yaya Sanogo             |  | 46’ |
| Sostituti:    |    |                         |  |     |
| P             | 50 | Emiliano Martínez       |  |     |
| D             | 18 | Nacho Monreal           |  | 46’ |
| C             | 7  | Tomáš Rosický           |  | 70’ |
| A             | 15 | Alex Oxlade-Chamberlain |  | 46’ |
| C             | 20 | Mathieu Flamini         |  | 68’ |
| A             | 12 | Olivier Giroud          |  | 46’ |
| A             | 28 | Joel Campbell           |  | 86’ |
| Allenatore:   |    |                         |  |     |
| Arsène Wenger |    |                         |  |     |

| MANCHESTER CITY:  |    |                    |     |     |
|                   |    |                    |     |     |
| P                 | 13 | Willy Caballero    |     |     |
| TD                | 22 | Gaël Clichy        |     |     |
| CD                | 38 | Dedryck Boyata     |     |     |
| CS                | 33 | Matija Nastasić    |     |     |
| TS                | 11 | Aleksandar Kolarov |     | 76’ |
| CCD               | 6  | Fernando           | 61’ |     |
| CCS               | 42 | Yaya Touré (C)     |     | 60’ |
| ED                | 15 | Jesús Navas        |     | 85’ |
| ES                | 8  | Samir Nasri        |     | 46’ |
| COC               | 35 | Stevan Jovetić     |     |     |
| A                 | 10 | Edin Džeko         |     | 60’ |
| Sostituti:        |    |                    |     |     |
| P                 | 1  | Joe Hart           |     |     |
| D                 | 2  | Micah Richards     |     | 76’ |
| D                 | 19 | Karim Rekik        |     |     |
| C                 | 7  | James Milner       |     | 60’ |
| C                 | 12 | Scott Sinclair     |     | 85’ |
| C                 | 21 | David Silva        |     | 46’ |
| C                 | 36 | Bruno Zuculini     |     | 60’ |
| Allenatore:       |    |                    |     |     |
| Manuel Pellegrini |    |                    |     |     |

| Assistenti: Stuart Burt Darren England 4º ufficiale: Jonathan Moss |

## Statistiche

### Statistiche di squadra
Statistiche aggiornate al 24 maggio 2015
| Competizione     | Punti | In casa | In casa | In casa | In casa | In casa | In casa | In trasferta | In trasferta | In trasferta | In trasferta | In trasferta | In trasferta | Totale | Totale | Totale | Totale | Totale | Totale | DR  |
| Competizione     | Punti | G       | V       | N       | P       | Gf      | Gs      | G            | V            | N            | P            | Gf           | Gs           | G      | V      | N      | P      | Gf     | Gs     | DR  |
| ---------------- | ----- | ------- | ------- | ------- | ------- | ------- | ------- | ------------ | ------------ | ------------ | ------------ | ------------ | ------------ | ------ | ------ | ------ | ------ | ------ | ------ | --- |
| Premier League   | 79    | 19      | 14      | 3       | 2       | 44      | 14      | 19           | 10           | 4            | 5            | 39           | 24           | 38     | 24     | 7      | 7      | 83     | 38     | +45 |
| FA Cup           | -     | 2       | 1       | 0       | 1       | 2       | 3       | 0            | 0            | 0            | 0            | 0            | 0            | 2      | 1      | 0      | 1      | 2      | 3      | -1  |
| League Cup       | -     | 2       | 1       | 0       | 1       | 7       | 2       | 0            | 0            | 0            | 0            | 0            | 0            | 2      | 1      | 0      | 1      | 7      | 2      | +5  |
| Champions League | -     | 4       | 1       | 1       | 2       | 6       | 7       | 4            | 1            | 1            | 2            | 4            | 4            | 8      | 2      | 2      | 4      | 10     | 11     | -1  |
| Community Shield | -     | -       | -       | -       | -       | -       | -       | -            | -            | -            | -            | -            | -            | 1      | 0      | 0      | 1      | 0      | 3      | -3  |
| Totale           | -     | 27      | 17      | 4       | 6       | 59      | 26      | 23           | 11           | 5            | 7            | 43           | 28           | 51     | 28     | 9      | 14     | 102    | 57     | +45 |

### Andamento in campionato
| Giornata  | 1 | 2 | 3 | 4 | 5 | 6 | 7 | 8 | 9 | 10 | 11 | 12 | 13 | 14 | 15 | 16 | 17 | 18 | 19 | 20 | 21 | 22 | 23 | 24 | 25 | 26 | 27 | 28 | 29 | 30 | 31 | 32 | 33 | 34 | 35 | 36 | 37 | 38 |
| --------- | - | - | - | - | - | - | - | - | - | -- | -- | -- | -- | -- | -- | -- | -- | -- | -- | -- | -- | -- | -- | -- | -- | -- | -- | -- | -- | -- | -- | -- | -- | -- | -- | -- | -- | -- |
| Luogo     | T | C | C | T | C | T | T | C | T | C  | T  | C  | T  | T  | C  | T  | C  | T  | C  | C  | T  | C  | T  | C  | T  | C  | T  | C  | T  | C  | T  | T  | C  | C  | T  | C  | T  | C  |
| Risultato | V | V | P | N | N | V | V | V | P | V  | N  | V  | V  | V  | V  | V  | V  | V  | N  | V  | N  | P  | N  | N  | V  | V  | P  | V  | P  | V  | P  | P  | V  | V  | V  | V  | V  | V  |
| Posizione | 2 | 2 | 4 | 5 | 6 | 3 | 2 | 2 | 3 | 3  | 3  | 3  | 2  | 2  | 2  | 2  | 2  | 2  | 2  | 2  | 2  | 2  | 2  | 2  | 2  | 2  | 2  | 2  | 2  | 2  | 4  | 4  | 4  | 3  | 3  | 2  | 2  | 2  |

Fonte:  Premier League – Classifiche, su sport.sky.it, sport.sky.it (archiviato dall'url originale il 19 agosto 2014).
Legenda:

Luogo: C = Casa; T = Trasferta. Risultato: V = Vittoria; N = Pareggio; P = Sconfitta.

### Statistiche dei giocatori
In corsivo i giocatori che hanno lasciato la squadra a stagione già iniziata.
| Giocatore     | Premier League | Premier League | Premier League | Premier League | League Cup | League Cup | League Cup  | League Cup | Champions League | Champions League | Champions League | Champions League | Altro    | Altro | Altro       | Altro      | Totale   | Totale | Totale      | Totale     |
| Giocatore     | Presenze       | Reti           | Ammonizioni    | Espulsioni     | Presenze   | Reti       | Ammonizioni | Espulsioni | Presenze         | Reti             | Ammonizioni      | Espulsioni       | Presenze | Reti  | Ammonizioni | Espulsioni | Presenze | Reti   | Ammonizioni | Espulsioni |
| ------------- | -------------- | -------------- | -------------- | -------------- | ---------- | ---------- | ----------- | ---------- | ---------------- | ---------------- | ---------------- | ---------------- | -------- | ----- | ----------- | ---------- | -------- | ------ | ----------- | ---------- |
| S. Agüero     | 33             | 26             | 4              | 0              | 1          | 0          | 1           | 0          | 7                | 6                | 2                | 0                | 1        | 0     | 0           | 0          | 42       | 32     | 7           | 0          |
| W. Caballero  | 2              | -4             | 0              | 0              | 1          | -2         | 0           | 0          | 0                | 0                | 0                | 0                | 3        | -6    | 0           | 0          | 6        | -12    | 0           | 0          |
| W. Bony       | 10             | 2              | 1              | 0              | 0          | 0          | 0           | 0          | 2                | 0                | 0                | 0                | 0        | 0     | 0           | 0          | 12       | 2      | 1           | 0          |
| D. Boyata     | 2              | 0              | 1              | 0              | 1          | 0          | 0           | 0          | 0                | 0                | 0                | 0                | 3        | 0     | 0           | 0          | 6        | 0      | 1           | 0          |
| G. Clichy     | 23             | 1              | 1              | 0              | 0          | 0          | 0           | 0          | 6                | 0                | 4                | 1                | 2        | 0     | 0           | 0          | 31       | 1      | 5           | 1          |
| M. Demichelis | 31             | 1              | 6              | 0              | 2          | 0          | 0           | 0          | 7                | 0                | 2                | 0                | 0        | 0     | 0           | 0          | 40       | 1      | 8           | 0          |
| E. Džeko      | 22             | 4              | 1              | 0              | 2          | 2          | 0           | 0          | 6                | 0                | 2                | 0                | 2        | 0     | 0           | 0          | 32       | 6      | 3           | 0          |
| Fernandinho   | 33             | 3              | 7              | 0              | 2          | 0          | 0           | 0          | 7                | 0                | 3                | 1                | 1        | 0     | 1           | 0          | 43       | 3      | 11          | 1          |
| Fernando      | 25             | 2              | 6              | 0              | 0          | 0          | 0           | 0          | 5                | 0                | 2                | 0                | 3        | 0     | 1           | 0          | 33       | 2      | 9           | 0          |
| J. García     | 0              | 0              | 0              | 0              | 0          | 0          | 0           | 0          | 0                | 0                | 0                | 0                | 0        | 0     | 0           | 0          | 0        | 0      | 0           | 0          |
| J. Guidetti   | 0              | 0              | 0              | 0              | 0          | 0          | 0           | 0          | 0                | 0                | 0                | 0                | 0        | 0     | 0           | 0          | 0        | 0      | 0           | 0          |
| J. Hart       | 36             | -34            | 1              | 0              | 1          | 0          | 0           | 0          | 8                | -11              | 0                | 0                | 0        | 0     | 0           | 0          | 45       | -45    | 1           | 0          |
| E. Huws       | 0              | 0              | 0              | 0              | 0          | 0          | 0           | 0          | 0                | 0                | 0                | 0                | 0        | 0     | 0           | 0          | 0        | 0      | 0           | 0          |
| S. Jovetić    | 17             | 5              | 0              | 0              | 1          | 0          | 0           | 0          | 5                | 0                | 0                | 0                | 3        | 0     | 0           | 0          | 26       | 5      | 0           | 0          |
| A. Kolarov    | 21             | 2              | 4              | 0              | 2          | 0          | 0           | 0          | 4                | 0                | 1                | 0                | 3        | 0     | 0           | 0          | 30       | 2      | 5           | 0          |
| V. Kompany    | 25             | 0              | 7              | 0              | 0          | 0          | 0           | 0          | 7                | 0                | 1                | 0                | 1        | 0     | 1           | 0          | 33       | 0      | 9           | 0          |
| F. Lampard    | 32             | 6              | 1              | 0              | 1          | 2          | 0           | 0          | 3                | 0                | 0                | 0                | 2        | 0     | 0           | 0          | 38       | 8      | 1           | 0          |
| E. Mangala    | 25             | 0              | 5              | 1              | 2          | 0          | 2           | 0          | 3                | 0                | 0                | 0                | 1        | 0     | 0           | 0          | 31       | 0      | 7           | 1          |
| J. Milner     | 32             | 5              | 6              | 0              | 2          | 0          | 1           | 0          | 8                | 1                | 0                | 0                | 3        | 2     | 0           | 0          | 45       | 8      | 7           | 0          |
| S. Nasri      | 24             | 2              | 5              | 0              | 1          | 0          | 0           | 0          | 6                | 1                | 2                | 0                | 2        | 0     | 0           | 0          | 33       | 3      | 7           | 0          |
| M. Nastasić   | 0              | 0              | 0              | 0              | 0          | 0          | 0           | 0          | 0                | 0                | 0                | 0                | 1        | 0     | 0           | 0          | 1        | 0      | 0           | 0          |
| J. Navas      | 35             | 0              | 3              | 0              | 2          | 1          | 0           | 0          | 7                | 0                | 0                | 0                | 3        | 0     | 0           | 0          | 47       | 1      | 3           | 0          |
| Á. Negredo    | 0              | 0              | 0              | 0              | 0          | 0          | 0           | 0          | 0                | 0                | 0                | 0                | 0        | 0     | 0           | 0          | 0        | 0      | 0           | 0          |
| J.A. Pozo     | 3              | 0              | 0              | 0              | 1          | 1          | 0           | 0          | 0                | 0                | 0                | 0                | 0        | 0     | 0           | 0          | 4        | 1      | 0           | 0          |
| M. Richards   | 0              | 0              | 0              | 0              | 0          | 0          | 0           | 0          | 0                | 0                | 0                | 0                | 1        | 0     | 0           | 0          | 1        | 0      | 0           | 0          |
| K. Rekik      | 0              | 0              | 0              | 0              | 0          | 0          | 0           | 0          | 0                | 0                | 0                | 0                | 0        | 0     | 0           | 0          | 0        | 0      | 0           | 0          |
| B. Sagna      | 9              | 0              | 1              | 0              | 2          | 0          | 0           | 0          | 4                | 0                | 0                | 0                | 1        | 0     | 0           | 0          | 16       | 0      | 1           | 0          |
| D. Silva      | 32             | 12             | 8              | 0              | 1          | 0          | 0           | 0          | 6                | 0                | 1                | 0                | 3        | 0     | 0           | 0          | 42       | 12     | 9           | 0          |
| S. Sinclair   | 2              | 0              | 0              | 0              | 1          | 0          | 0           | 0          | 0                | 0                | 0                | 0                | 1        | 0     | 0           | 0          | 4        | 0      | 0           | 0          |
| Y. Touré      | 29             | 10             | 5              | 0              | 2          | 1          | 0           | 0          | 5                | 1                | 1                | 1                | 2        | 0     | 0           | 0          | 38       | 12     | 6           | 1          |
| R. Wright     | 0              | 0              | 0              | 0              | 0          | 0          | 0           | 0          | 0                | 0                | 0                | 0                | 0        | 0     | 0           | 0          | 0        | 0      | 0           | 0          |
| P. Zabaleta   | 29             | 1              | 8              | 1              | 0          | 0          | 0           | 0          | 6                | 1                | 2                | 0                | 1        | 0     | 0           | 0          | 36       | 2      | 10          | 1          |
| B. Zuculini   | 0              | 0              | 0              | 0              | 0          | 0          | 0           | 0          | 0                | 0                | 0                | 0                | 1        | 0     | 0           | 0          | 1        | 0      | 0           | 0          |